# Megan Therese Rippey
Megan Therese Rippey, née dans le Maryland, est une actrice de théâtre, de cinéma et de télévision américaine, ainsi que productrice de cinéma, surtout de courts-métrages.

## Filmographie
Sauf indication contraire, les informations mentionnées dans cette section peuvent être confirmées par la base de données cinématographiques IMDb,  présente dans la section « Liens externes ».

### Cinéma

#### Comme actrice
- 2011 : Witch's Brew de Chris LaMartina : Zoe Lambros
- 2011 : Lamplight de Jason M. Koch : Sara
- 2011 : Lapse, court-métrage de Christopher Wiezorek : Lily
- 2011 : Awesome Girl and the Day the Awesome Went Away, court-métrage de Todd Shoemaker : Awesome Girl
- 2012 : Roulette d'Erik Kristopher Myers : répondeur
- 2012 : Princess of the Magical Tears, court-métrage de Brian Carter : princesse
- 2012 : Reunion, court-métrage de Mark Anthony Marez : fille droguée
- 2012 : Anatomy of Melancholy, court-métrage de Rasika Ruwanpathirana
- 2013 : Phoenix, court-métrage de Jamie Naqvi : Jessica
- 2014 : Plastic Breakfast de Zane J.S. Johnson : Virginia
- 2015 : Under the Bodhi Tree, court-métrage de Rasika Ruwanpathirana
- 2015 : Before She Leaves Her Body, de Ryan et Tyler Betschart : Kim
- 2016 : Humilious, court-métrage de Robert Catalusci : Take
- 2016 : Sienna's Choice de Linda Palmer : fille
- 2016 : Free Country, court-métrage de Bruno Rico : Cherry
- 2016 : Jimbo, court-métrage de Rodrigo Zan : Lolli
- 2017 : Languish, court-métrage de Michael Ho : Jen
- 2018 : Game On de Shariya Lynn et Phillip Sebal : fille du panneau d'affichage
- 2018 : A Reckoning de Justin Lee : habitante de la ville
- 2018 : Wonder, court-métrage de Marian Liddell
- 2018 : Nothing Like the Sun de Nguyen Nguyen : passante
- 2019 : Mermaid Down de Jeffrey Grellman : Reyna
- 2019 : Badland, de Justin Lee : Nellie Lyle
- 2020 : Final Kill de Justin Lee : serveuse du bar
- 2020 : Danni and the Vampire de Max Werkmeister : Zelda
- 2021 : She Was the Deputy's Wife de Travis Mills : Mabel, l'épouse de l'adjoint
- 2021 : Paradise or Consequences, court-métrage de Jan-David Soutar : une femme (également productrice et directrice de la photographie)
- 2022 : Mistress Candi, court-métrage de Matthew James Alexander : Mistress Candi
- 2022 : The Nightstar Specters, série de podcasts de Max Werkmeister : Zelda
- 2023 : 3 Blind Mice, court-métrage de Letia Solomon : Chelsea
- 2024 : Mecánica, court-métrage de Mike Harris

#### Comme productrice
- 2018 : Born a snake, court-métrage de Jan-David Soutar
- 2021 : Paradise and Consequences, court-métrage de Jan-David Soutar (également actrice et directrice de la photographie)
- 2021 : The Girl Who Smiled (La Nina Que Sonrio), court-métrage de Jan-David Soutar
- 2023 : Only Grief Lives Here, court-métrage de Jan-David Soutar

### Télévision
- 2010 : Life After Lisa, série télévisée de Palmer Enfield : Tammy
- 2015 : Sexy Sirens Smashing Stuff in Slow Motion, mini-série télévisée de James R.W. Hiatt : The Smashing Deer Woman
- 2021 : In the Land of Fruits and Nuts, téléfilm de Krista Prokopchuk : opératrice de la caméra

## Théâtre
- 2019 : Perfect Arrangement de Topher Payne : Norma[1]

## Récompenses et distinctions
- Prix de la meilleure actrice de western (Best actress (Western feature)) au festival international du film de Cowpokes 2021 pour son rôle dans She Was the Deputy's Wife[2]